# Приказ Рейхенау
Приказ Рейхенау (нем. Reichenau-Befehl) — приказ, изданный 10 октября 1941 генерал-фельдмаршалом Вермахта, позже командующим группой армий «Юг» Вальтером фон Рейхенау. Его официальным названием было «О поведении войск в восточном пространстве» (Das Verhalten der Truppe im Ostraum). Подписан командующим на тот момент группой армий «Юг» Гердом фон Рундштедтом и Адольфом Гитлером.

## Приказ
В приказе говорилось, что в обязанности солдата на востоке входит больше, чем обычные военные задачи. Задачей солдата является искоренение азиатского и еврейского влияния на Европу, и он определяется не только как боец за идеи национал-социализма, но и как мститель «за зверства» по отношению к немецкому народу.
Приказывалось любой ценой и без оглядки на потери среди мирного населения подавлять партизанское движение и на месте уничтожать захваченных партизан. Также запрещалось делиться продовольствием с местным населением. Приказ разрешал рассматривать советскими агентами всех тех, кто отказывался активно сотрудничать с оккупационными войсками.
Помимо прочего, директива содержала целый ряд антисемитских инвектив. Например, она указывала, что «основной целью похода против еврейско-большевистской системы является полный разгром государственной мощи и искоренение азиатского влияния на европейскую культуру». Это была «миссия по окончательному освобождению германского народа от азиатско-еврейской опасности», а немецкий солдат был обязан «понять всю необходимость жестокого, но справедливого возмездия в отношении еврейской низшей расы».